# Stenomax aeneus
Stenomax aeneus ist eine Art aus der Familie der Schwarzkäfer (Tenebrionidae).
Die Käfer werden 12 bis 16 Millimeter lang. Sie haben einen schwarzbraunen, langgestreckten Körper mit sehr langen Beinen, bei denen das mittlere Paar am Ende behaart ist. Bei der Fortbewegung sieht es aus, als ob die Käfer mit ihnen paddeln. Am Ende des Abdomens formen die Deckflügel zwei auffällige, parallel laufende Sporne nach hinten. 
Die Tiere kommen in Südosteuropa und dem südöstlichen Mitteleuropa vor, in Norddeutschland fehlen sie. Sie leben an Ästen die mit Pilzen befallen sind und unter loser Rinde von Laubbäumen. Sie sind nicht selten.